# کمک‌هزینه‌های هاسبارا
کمک هزینه‌های تحصیلی هاسبارا نام سازمانی دولتی در نیویورک است که دانشجویان را با پشتیبانی و هزینه وزارت امور خارجه اسرائیل به اسرائیل می‌برد تا آن‌ها را برای تبدیل شدن به فعالان طرفدار اسرائیل در مجموعه‌های دانشگاهی خود تربیت کند. این سازمان مدعی است که بیش از ۲۰۰۰ دانشجو را از بیش از ۲۲۰ دانشگاه آمریکای شمالی آموزش داده‌است.

## فعالیت‌ها
در ماه مه ۲۰۰۷، سازمان هاسبارا از اعضایش خواست تا با با ویرایش دسته‌جمعی در ویکی‌پدیا از آنچه گرایش خطرناک در این سایت برای نمایش یک چهره منفی از اسرائیل نام برده می‌شود، جلوگیری به عمل آورند. علاقه‌مندان تشویق می‌شدند تا به گروهی سازمان‌یافته از ویرایشگران ویکی‌پدیا بپیوندند تا مطمئن شوند که چهره اسرائیل به‌صورت دقیق و منصفانه در این سایت ترسیم می‌شود.
در سال ۲۰۰۸ کمک‌های هاسبارا منتهی به نام‌گذاری هفته‌ای به‌نام هفته آپارتاید حکومت اسلامی در مقابله با هفته نژادپرستی اسرائیل شد.
در سال ۲۰۱۰ کمک‌های هاسبارا منتهی به ایجاد هفته صلح اسرائیل گردید که در همان سال اول در ۲۸ کالج آمریکا و استرالیا برگزار گردید.